# François Hériau
 (mai 2023).
François Hériau, né le 25 octobre 1983 à Rennes, est un chef d'entreprise et pilote automobile français. Il est directeur général de la société Carrières des Lacs. En parallèle, il participe en tant que gentleman driver à des épreuves d'endurance aux volant de sport-prototypes dans des championnats tels que le Championnat du monde d'endurance, le WeatherTech SportsCar Championship, l'European Le Mans Series et l'Asian Le Mans Series.

## Palmarès

### Résultats aux24 Heures de Daytona
| Année | Écurie                 | Copilotes                           | Voiture  | Classe | Tours | Pos. | Class Pos. |
| ----- | ---------------------- | ----------------------------------- | -------- | ------ | ----- | ---- | ---------- |
| 2022  | G-Drive Racing par APR | Ed Jones Oliver Rasmussen René Rast | Oreca 07 | LMP2   | 744   | 9e   | 5e         |

### Résultats enEuropean Le Mans Series
| Année | Écurie   | Châssis      | Moteur                      | Classe | 1        | 2      | 3        | 4      | 5        | 6      | Position | Points |
| ----- | -------- | ------------ | --------------------------- | ------ | -------- | ------ | -------- | ------ | -------- | ------ | -------- | ------ |
| 2016  | Ultimate | Ligier JS P3 | Nissan VK50VE 5,0 l V8 Atmo | LMP3   | SIL 11   | IMO 10 | RBR Abd. | LEC 4  | SPA 4    | EST 14 | 10e      | 26     |
| 2017  | Ultimate | Ligier JS P3 | Nissan VK50VE 5,0 l V8 Atmo | LMP3   | SIL 2    | MON 3  | RBR 4    | LEC 6  | SPA 8    | POR 8  | 4e       | 61     |
| 2018  | Ultimate | Norma M30    | Nissan VK50VE 5,0 l V8 Atmo | LMP3   | LEC Abd. | MON 7  | RBR 4    | SIL 3  | SPA Abd. | POR 12 | 8e       | 36.5   |
| 2019  | Ultimate | Norma M30    | Nissan VK50VE 5,0 l V8 Atmo | LMP3   | LEC 1    | MON 11 | BAR 2    | SIL 7  | SPA 4    | POR 3  | 3e       | 76     |
| 2021  | Ultimate | Oreca 07     | Gibson GK428 4,2 l V8 Atmo  | LMP2   | BAR 5    | RBR 5  | LEC 13   | MON 11 | SPA      | POR    | 18e      | 21.5   |

### Résultats enAsian Le Mans Series
| Année     | Écurie                    | Châssis     | Moteur                | Classe | 1     | 2     | 3     | 4     | Position | Points |
| --------- | ------------------------- | ----------- | --------------------- | ------ | ----- | ----- | ----- | ----- | -------- | ------ |
| 2018-2019 | Panis-Barthez Compétition | Ligier JSP2 | Judd HK 3.6 L V8 Atmo | LMP2   | ZHU 6 | FUJ 4 | BUR 3 | SEP 3 | 4e       | 50     |

### Résultats enChampionnat du monde d'endurance
| Année | Écurie   | Châssis  | Moteur                     | Classe | 1      | 2   | 3   | 4   | 5   | 6   | Position | Points |
| ----- | -------- | -------- | -------------------------- | ------ | ------ | --- | --- | --- | --- | --- | -------- | ------ |
| 2022  | Ultimate | Oreca 07 | Gibson GK428 4,2 l V8 Atmo | LMP2   | SEB 10 | SPA | LMS | MON | FUJ | BAH | 10e*     | 2*     |

* Saison en cours.

### Résultats enWeatherTech SportsCar Championship
| Année | Écurie                 | Châssis  | Moteur                     | Classe | 1   | 2   | 3   | 4   | 5   | 6   | 7   | 8   | Position | Points |
| ----- | ---------------------- | -------- | -------------------------- | ------ | --- | --- | --- | --- | --- | --- | --- | --- | -------- | ------ |
| 2022  | G-Drive Racing par APR | Oreca 07 | Gibson GK428 4,2 L V8 Atmo | LMP2   | DAY | DAY | SEB | MOH | WGL | MOS | ELK | ATL | *        | 0*     |
| 2022  | G-Drive Racing par APR | Oreca 07 | Gibson GK428 4,2 L V8 Atmo | LMP2   | Q 3 | R 5 | SEB | MOH | WGL | MOS | ELK | ATL | *        | 0*     |

* Saison en cours.